# دار باش حامبة
دار باش حامبة، أحد قصور مدينة تونس العتيقة. أخذت الدار اسمها عن عائلة باش حامبة ذات الأصل التركي ، والتي سكنتها بين 1789 و1923 تاريخ انتقال ملكيتها إلى مؤسسة تعود إلى الراهبات الفرنسيسكان. ابتداءً من عام 2000 أصبحت الدار تابعة لمؤسسة «اورستيادي» الإيطالية التي حولتها إلى متحف وفضاء ثقافي تحت اسم «المركز الثقافي للمتوسط». يضم المتحف عروضا لأزياء تقليدية ولأعمال من الطين النضيج أو المفتول متأتية من دول متوسطية مختلفة. يحتضن المركز أيضا نشاطات متنوعة كمعارض رسم وملتقيات أدبية وشعرية  إضافة لندوات ثقافية متنوعة.

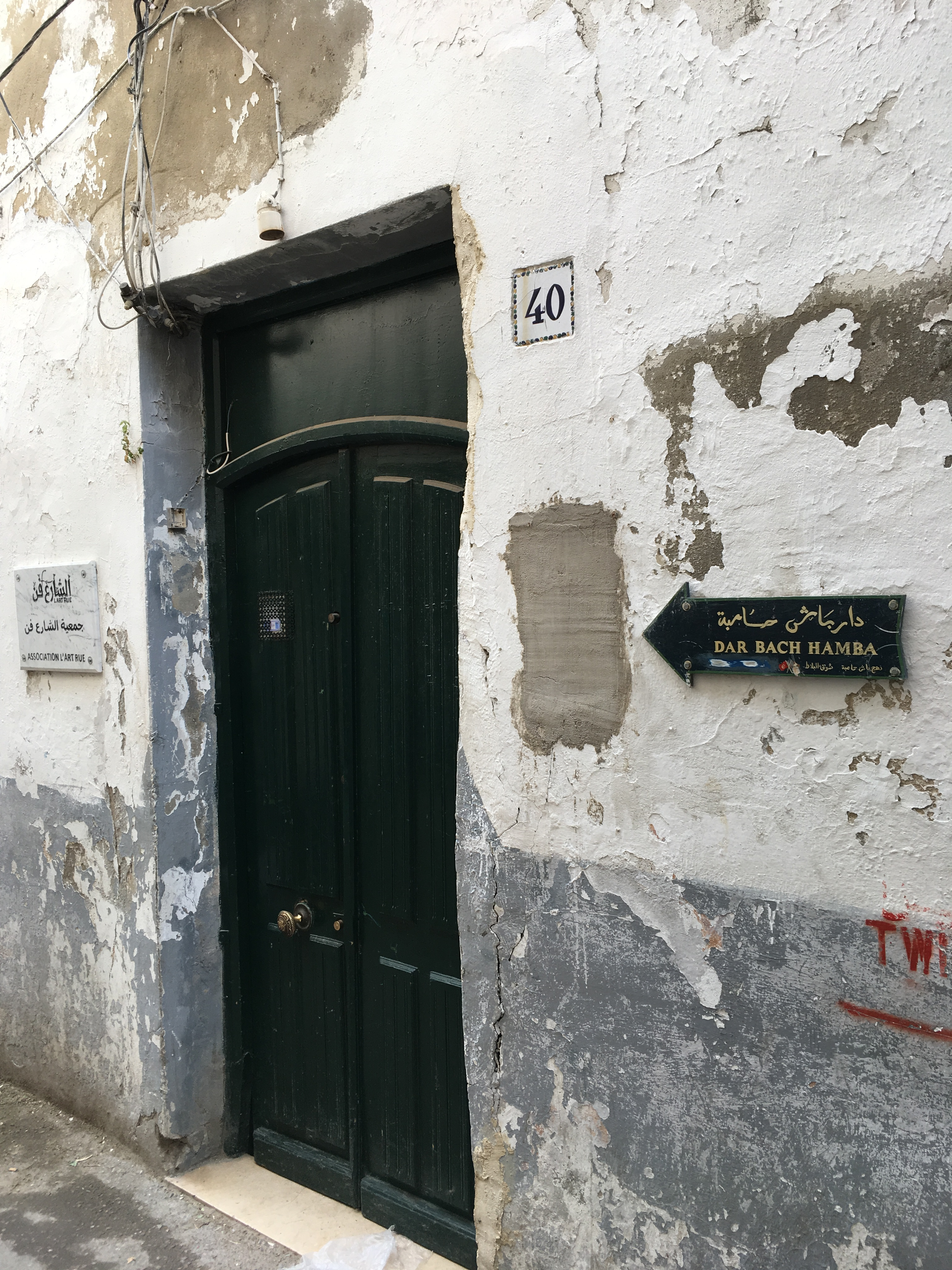
دار باش حامبة

## الطراز المعمري للدار
لا يختلف طراز الدار المعماري عن القصور المجاورة إذ يتكون من صحن وغرف مجاورة، إلاٌ أنه يمتاز عليهم بأن دريبته تؤدي إلى فضاء مكشوف يسمى «الروى» ممّا يمكن المتساكنين من الولوج إلى الإسطبلات مباشرة من الداخل.